# Alcmeone picea
Alcmeone picea är en insektsart som beskrevs av Leon Fairmaire. Alcmeone picea ingår i släktet Alcmeone och familjen hornstritar. Inga underarter finns listade i Catalogue of Life.